# آزمون شخصیت مایرز–بریگز

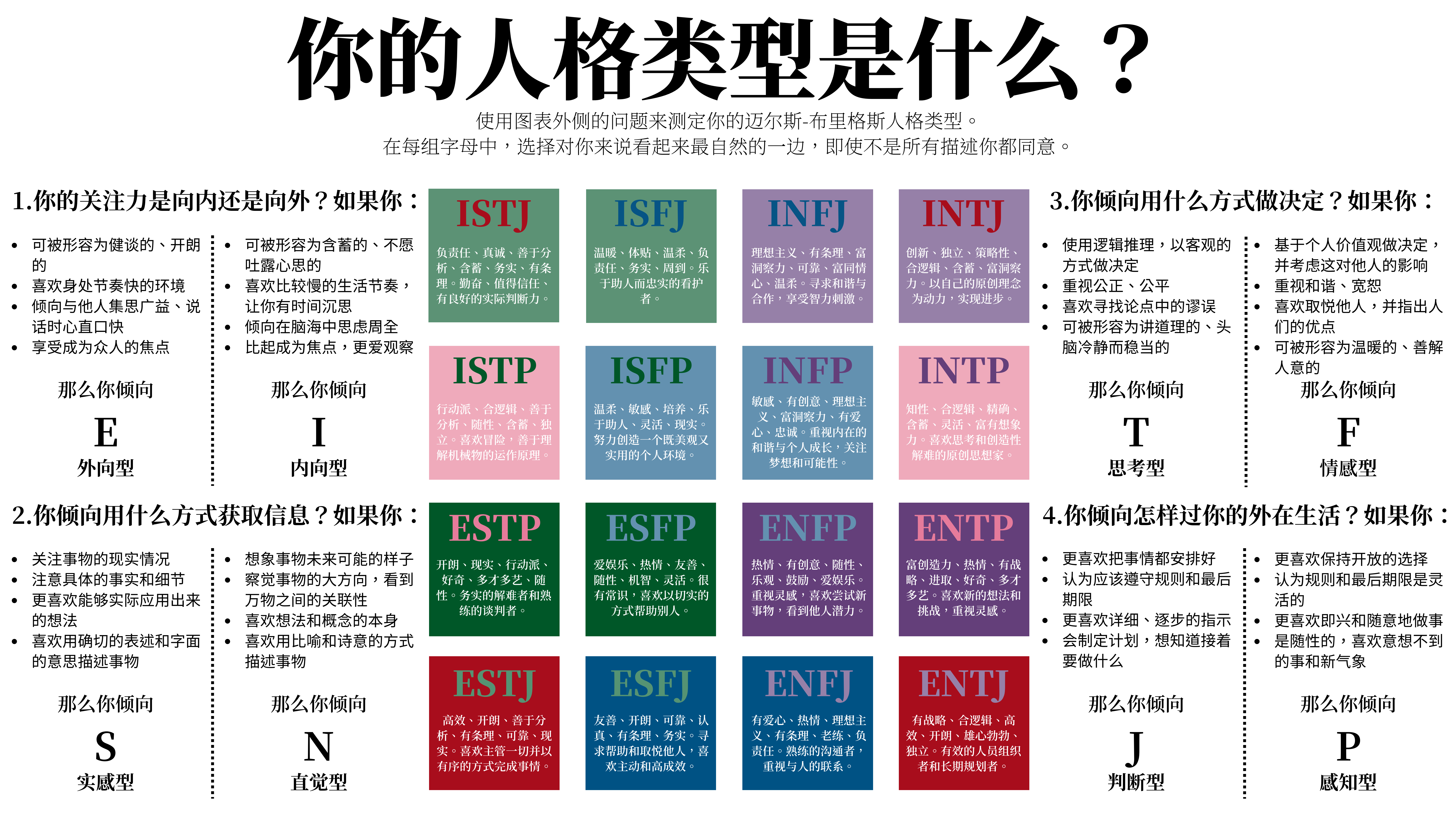
چهار سوال در دو طرف نمودار، چهار حرف از نوع مایرز-بریگز را اندازه می گیرند. نمودار وسط ویژگی های 16 شخصیت را نشان می دهد. شخصیت هایی با رنگ پس زمینه یکسان عملکرد غالب (اولیه) یکسانی دارند. به عنوان مثال، عملکرد غالب ISTP و INTP تفکر درونگرا (Ti) است. شخصیت هایی با رنگ متن یکسان عملکرد کمکی (ثانویه) یکسانی دارند. به عنوان مثال، تابع کمکی INFP و INTP Intuition برونگرا (Ne) است.

آزمون شخصیت‌شناسی مایرز-بریگز (به انگلیسی: Myers-Briggs Type Indicator) (کوته‌نوشت به‌صورت «ام‌بی‌تی‌آی» و «MBTI»)، یک پرسش‌نامه روان‌سنجی شخصی است که ترجیحات متنوع روانشناختی فرد، در فهم دنیا و چگونگی تصمیم‌گیری را اندازه‌گیری می‌کند. اگر چه پدیدآورندگان این پرسشنامه ادعا می‌کنند که ایدهٔ مرکزی خود را از روی تئوری‌های تیپ شخصیتی کارل گوستاو یونگ استنتاج کردنند؛ ولی بسیاری از متخصصان این عرصه و همچنین شاگردان یونگ همچون جوزف هندرسون معتقدند که کاترین بریگز و دخترش از فهم تئوری یونگ بازمانده‌اند.
گسترش‌دهندگان اول روش شناخت شخصیت، کاترین کوک بریگز و دخترش، ایزابل بریگز مایرز بودند که کارهای یونگ را به‌طور گسترده مطالعه کردند و این آزمون را طراحی کردند. آن‌ها این آزمون را ابتدا در طی جنگ جهانی دوم بدین منظور طراحی کردند تا بتوانند مناسب‌ترین شغل را برای زنانی که در صنعت نظامی کار می‌کردند پیدا کنند. سؤال‌های ابتدایی گسترش یافتند تا اینکه در سال ۱۹۶۲ با عنوان آزمون شخصیت مایرز-بریگز منتشر شدند.
اغلب پژوهش‌های تأیید کننده آزمون شخصیت مایرز–بریگز توسط مرکز مطالعات روان‌شناسی که توسط بنیاد مایرز-بریگز اداره می‌شود، انجام شده و در مجله متعلق به همین مرکز با نام مجله روان‌شناسی (Journal of Psychological) به چاپ رسیده‌اند. موضوعی که به صورت آشکاری بحث تضاد منافع را مطرح می‌کند. اگرچه آزمون شخصیت مایرز–بریگز مشابه برخی از نظریات روان‌شناسی است اما این آزمون فاقد حمایت گسترده محققین در حوزه روان‌شناسی است و به‌عنوان شبه‌علم در نظر گرفته شده می‌شود. این آزمون دارای مشکلات و کمبودهای علمی فراوانی است که از جمله آن‌ها می‌توان به ضعف در اعتبار و اطمینان‌پذیری ضعیف، عدم استقلال در مولفه‌های اندازه‌گیری و جامع نبودن آزمون اشاره کرد.

## نحوه پیدایش
همزمان و با ترجمهٔ کتاب «تیپ‌های روانشناختیِ» یونگ در سال ۱۹۲۳ در آمریکا، مایرز و بریگز ایده‌ای که یونگ در آن کتاب مطرح کرده بود را با مشاهدات و نظریات خودشان بسیار منطبق و هم‌سو دیدند از این رو مصمم‌تر شدند تا تحقیقات خود را روی افراد بیشتری مورد آزمون قرار دهند. انگیزه اصلی آنان از این کار کمک به افراد برای درک بهتر از خود و آشنا شدن با جنبه‌های مختلف و احتمالاً نادیدنی وجودشان بود. مایرز و بریگز برای توسعهٔ پرسشنامه‌شان از کمک‌های تخصصی سنجشگران و روانشناسان کارکشته و حرفه‌ای کمک گرفتند و در نهایت در سال ۱۹۴۳ اولین پرسشنامه MBTI را منتشر کردند.

## ماده‌های آزمون
با انجام این آزمون شما متوجه می‌شوید که درون‌گرا هستید یا برون‌گرا، در جمع‌آوری اطلاعات شهودی هستید یا حسی، شخصیتی احساسی دارید یا منطقی و در سبک هدایت با جهان خارج ادراکی برخورد می‌کنید یا قضاوتی.
این آزمون شخصیت تفاوت‌های روان‌شناسی را بر اساس چهار بخش متقابل یا دیکوتومی دسته‌بندی می‌کند که در نتیجه باعث ایجاد ۱۶ نوع تیپ شخصیتی می‌گردد. معمولاً این ۱۶ نوع با اشاره به حروف اول هر کلمه شناخته می‌شود.
افراد در برقراری ارتباط با دنیای اطراف به دو نوع درونگرا و برونگرا تقسیم‌بندی می‌شوند. بنا به تعریف مؤسسه مایرز-بریگز، تفاوت درونگرایی و برونگرایی در نحوه مدیریت انرژی و تأمین و هدایت انرژی خلاصه می‌شود.
- افراد درونگرا (Introvert): افراد درونگرا انرژی را از درون کسب می‌کنند و دایره ارتباطی محدودی دارند. به فعالیت‌های ذهنی مانند مطالعه علاقمند هستند.
- افراد برونگرا (Extrovert): افراد برونگرا انرژی را از دنیای بیرون کسب می‌کنند و در تصمیم‌گیری‌ها واکنش سریعتری دارند.
- افراد حسی (Sensor): افراد حسی بیشتر اطلاعات خود از محیط را با استفاده از حواس پنجگانه دریافت می‌کنند. جزئی نگر هستند.
- افراد شهودی (Intuitive): افراد شهودی بیشتر از حس ششم خود بهره می‌گیرند و علاقه‌مند به چیزهایی که باید باشند، هستند. این افراد بیشتر وقت خود را رویاپردازی می‌کنند.
- افراد احساسی(Feeler): افراد احساسی بیشتر تصمیمات خود را بر اساس احساساتشان می‌گیرند. فرد احساسی بیشتر تحت تأثیر فیلم‌ها یا… قرار می‌گیرد.
- افراد منطقی (Thinker): افراد منطقی تصمیمات و قضاوات خود را بر اساس منطق قرار می‌دهند.
- افراد قضاوتی یا ساختارگرا (Judger)
- افراد ادراکی یا منعطف (Perceiver)

این تست از چهار مشرب زیر تشکیل شده‌است:
- مشرب سنتی
- مشرب تجربه‌گرا
- مشرب بینشی
- مشرب ایده‌آل‌گرا[۱۴]

## انتقادات
اعتبار آزمون شخصیت‌شناسی مایرز-بریگز (اعتبار آماری و عملی) موضوع بحث بسیاری از انتقادات بوده‌است. مطابق گزارش‌های ارایه شده توسط رسانه‌ها، این آزمون «بسیار بی‌معنی»، «یکی از بدترین آزمون‌های تست شخصیت موجود»، و «مد زودگذری که فعلاً قصد مردن ندارد» توصیف شده‌است.
آدام گرانت یکی از مخالفان شناخته شده این آزمون است. او در مقاله‌ای در مجله روان‌شناسی امروز این آزمون را مد زودگذری نامیده‌است که نمی‌میرد. با این‌حال، به صورت مشخصی اعلام نکرده‌است که توابع شناختی مربوط به خطاهای این آزمون چیست.
آلبرت هوگان در این باره نوشته‌است: اغلب روان‌شناسان به آزمون مایرز-بریگز نهایتاً همانند یک فال کلوچه چینی کمی پیچیده نگاه می‌کنند.
تخمین زده می‌شود که بین یک سوم تا نیمی از تحقیقات چاپ شده در مورد آزمون مایرز-بریگز توسط مرکز مطالعات روان‌شناسی (اداره توسط بنیاد مایرز-بریگز) و مجله روان‌شناسی (حمایت و ویراستاری توسط مایرز-بریگز) می‌شود چاپ شده‌است.  